# 南青州
南青州（なんせいしゅう）は、中国にかつて存在した州。

## 歴史
太和22年（498年）、北魏により東徐州は南青州と改称された。州治は団城（現在の山東省臨沂市沂水県）に置かれ、東安郡・東莞郡・義塘郡の3郡を管轄した。大同4年（538年）、南朝梁により贛楡県の西に南青州が僑置された。太清3年 / 武定7年（549年）、東魏が南朝梁の南青州を奪取された。北周により南青州は莒州と改称された。